# بوبي شيروود
بوبي شيروود (بالإنجليزية: Bobby Sherwood)‏ هو موسيقي ومقدم برامج إذاعية وممثل أمريكي، ولد في 30 مايو 1914 في الولايات المتحدة، وتوفي بنفس المكان في 23 يناير 1980.

## وصلات خارجية
- بوبي شيروود على موقع IMDb (الإنجليزية)
- بوبي شيروود على موقع ألو سيني (الفرنسية)
- بوبي شيروود على موقع ميوزك برينز (الإنجليزية)
- بوبي شيروود على موقع أول موفي (الإنجليزية)
- بوبي شيروود على موقع قاعدة بيانات برودواي على الإنترنت (الإنجليزية)
- بوبي شيروود على موقع قاعدة بيانات الأفلام السويدية (السويدية)
- بوبي شيروود على موقع أول ميوزيك (الإنجليزية)
- بوبي شيروود على موقع ديسكوغز (الإنجليزية)
- بوبي شيروود على موقع قاعدة بيانات الفيلم (الإنجليزية)
- بوبي شيروود على موقع كينوبويسك (الروسية)